# Vacquerie (Somme)
Pour les articles homonymes, voir Vacquerie.
Vacquerie est une ancienne commune française (dans le département de la Somme) intégrée à celle de Bernaville depuis 1985.

## Toponymie
Vacquerie est une forme dialectale de vacherie qui en ancien français désignait un « endroit où il y a des vaches », un « troupeau de vaches ».

## Histoire
Par arrêté du 19 décembre 1984 (Journal officiel du 27 janvier 1985) avec effet au 1er janvier 1985, Vacquerie est rattachée à Bernaville (fusion simple) ; le code Insee de Vacquerie était 80772.

## Démographie
| 1926 | 1931 | 1936 | 1946 | 1954 | 1962 | 1968 | 1975 | 1982 |
| ---- | ---- | ---- | ---- | ---- | ---- | ---- | ---- | ---- |
| 114  | 115  | 109  | 101  | 98   | 81   | 77   | 80   | 98   |